# Joan de la Creu Font i Rosselló
Joan de la Creu Font i Rosselló fou un músic i compositor nascut el segle xix a l'illa de Mallorca (Espanya). La seva obra és reconeguda, ja que va ser compositor d'un Ave Maria (1881), un Te Deum (1891) i un Himne dedicat a Sant Gaietà.